# Aoshima (Miyasaki)
Aoshima és una petita illa d'el Japó situada a la prefectura de Miyazaki. Té una superfície de 4,4 ha i una altitud sobre el nivell del mar de 6 metres. El 1945 tenia una població 900 persones, però el nombre d'habitants ha disminuït progressivament des de llavors, per la qual cosa el 2015 només habitaven l'illa al voltant de 20 persones, la majoria pensionistes, sent el turisme la principal font d'ingressos. A l'illa es troba el Jardí Botànic Subtropical d'Aoshima que disposa d'una important col·lecció de plantes.
També és una illa que ha estat coneguda per l'abundància de gats, que van ser portats per combatre la plaga de ratolins, però es van anar reproduint i s'estima que hi ha més de 100 gats.
El 2019 a causa de la mort de nombrosos gats, la població estimada és d'uns 30.